# Deon Lendore
Deon Lendore (ur. 28 października 1992 w Arimie, zm. 10 stycznia 2022 w Teksasie) – trynidadzko-tobagijski lekkoatleta specjalizujący się w biegach sprinterskich, brązowy medalista XXX Letnich Igrzysk Olimpijskich Londyn 2012 w sztafecie 4 x 400 m. Zginął w wypadku samochodowym w wieku 29 lat.

## Osiągnięcia
| Rok  | Zawody                                            | Miasto         | Konkurencja             | Wynik                | Pozycja |
| ---- | ------------------------------------------------- | -------------- | ----------------------- | -------------------- | ------- |
| 2009 | Mistrzostwa świata juniorów młodszych             | Bressanone     | Bieg na 400 m           | Półfinał – 48,20     | 12.     |
| 2009 | Mistrzostwa świata juniorów młodszych             | Bressanone     | Sztafeta zmienna        | 1:53,51              | 5.      |
| 2010 | Mistrzostwa Ameryki Środkowej i Karaibów juniorów | Santo Domingo  | Bieg na 400 m           | 47,16                | brąz    |
| 2010 | Mistrzostwa Ameryki Środkowej i Karaibów juniorów | Santo Domingo  | Sztafeta 4 × 400 metrów | 3:08,19              | złoto   |
| 2010 | Mistrzostwa świata juniorów                       | Moncton        | Bieg na 400 m           | Półfinał – 47,49     | 15.     |
| 2010 | Mistrzostwa świata juniorów                       | Moncton        | Sztafeta 4 × 400 metrów | Eliminacje – 3:10,87 | 7.      |
| 2011 | Mistrzostwa panamerykańskie juniorów              | Miramar        | Bieg na 400 m           | 46,50                | srebro  |
| 2011 | Mistrzostwa panamerykańskie juniorów              | Miramar        | Sztafeta 4 × 400 metrów | 3:13,27              | srebro  |
| 2011 | Mistrzostwa świata                                | Daegu          | Sztafeta 4 × 400 metrów | Eliminacje – 3:02,47 | 12.     |
| 2012 | Igrzyska olimpijskie                              | Londyn         | Bieg na 400 m           | Eliminacje – 45,81   | 27.     |
| 2012 | Igrzyska olimpijskie                              | Londyn         | Sztafeta 4 × 400 metrów | 2:59,40              | brąz    |
| 2013 | Mistrzostwa świata                                | Moskwa         | Bieg na 400 m           | Półfinał – 45,47     | 12.     |
| 2013 | Mistrzostwa świata                                | Moskwa         | Sztafeta 4 × 400 metrów | Eliminacje – 3:00,48 | 5.      |
| 2015 | Mistrzostwa świata                                | Pekin          | Sztafeta 4 × 400 metrów | 2:58,20              | srebro  |
| 2016 | Halowe mistrzostwa świata                         | Portland       | Bieg na 400 m           | 46,17                | brąz    |
| 2016 | Halowe mistrzostwa świata                         | Portland       | Sztafeta 4 × 400 metrów | 3:05,51              | brąz    |
| 2016 | Igrzyska olimpijskie                              | Rio de Janeiro | Bieg na 400 m           | Eliminacje – 46,15   | 35.     |
| 2016 | Igrzyska olimpijskie                              | Rio de Janeiro | Sztafeta 4 × 400 metrów | Eliminacje           | DSQ     |
| 2017 | IAAF World Relays                                 | Nassau         | Sztafeta 4 × 400 metrów | Eliminacje – 3:02,51 | 4.      |
| 2018 | Halowe mistrzostwa świata                         | Birmingham     | Bieg na 400 m           | 46,37                | brąz    |
| 2018 | Halowe mistrzostwa świata                         | Birmingham     | Sztafeta 4 × 400 metrów | 3:02,52              | 4.      |
| 2018 | Igrzyska Wspólnoty Narodów                        | Gold Coast     | Sztafeta 4 × 400 metrów | 3:02,85              | 4.      |
| 2019 | IAAF World Relays                                 | Jokohama       | Sztafeta 4 × 400 metrów | 3:00,81              | złoto   |
| 2019 | Igrzyska panamerykańskie                          | Lima           | Sztafeta 4 × 400 metrów | 3:02,25              | brąz    |
| 2019 | Mistrzostwa świata                                | Doha           | Sztafeta 4 × 400 metrów | 3:00,74              | 5.      |
| 2021 | Igrzyska olimpijskie                              | Tokio          | Bieg na 400 m           | Półfinał – 44,93     | 9.      |
| 2021 | Igrzyska olimpijskie                              | Tokio          | Sztafeta 4 × 400 metrów | 3:00,85              | 8.      |

## Rekordy życiowe
- Bieg na 200 metrów (stadion) – 20,49 (2021)
- Bieg na 200 metrów (hala) – 20,68 (2014)
- Bieg na 400 metrów – 44,36 (2014)
- Bieg na 400 metrów (hala) – 45,03 (2014) były rekord Trynidadu i Tobago